# Moving Out
Moving Out – album amerykańskiego saksofonisty jazzowego Sonny’ego Rollinsa, wydany po raz pierwszy w 1956 roku z numerem katalogowym PRLP 7058 nakładem Prestige Records. Płytę wydawano także pod tytułem Jazz Classics (PR 7433).

## Lista utworów
Opracowano na podstawie materiału źródłowego.
Wydanie LP
Strona A
| Nr | Tytuł utworu         | Muzyka        | Długość |
| -- | -------------------- | ------------- | ------- |
| 1. | „Movin’ Out”         | Sonny Rollins | 4:27    |
| 2. | „Swingin’ for Bumsy” | Rollins       | 5:44    |
| 3. | „Silk n’ Satin”      | Rollins       | 3:57    |
|    |                      |               | 14:08   |

Strona B
| Nr | Tytuł utworu         | Muzyka          | Długość |
| -- | -------------------- | --------------- | ------- |
| 1. | „Solid”              | Rollins         | 6:24    |
| 2. | „More Than You Know” | Vincent Youmans | 10:50   |
|    |                      |                 | 17:14   |

## Twórcy
Opracowano na podstawie materiału źródłowego.
Muzycy:
Utwory A1-B1 (18 sierpnia 1954):
- Sonny Rollins – saksofon tenorowy
- Kenny Dorham – trąbka
- Elmo Hope – fortepian
- Percy Heath – kontrabas
- Art Blakey – perkusja

Utwór B2 (25 października 1954):
- Sonny Rollins – saksofon tenorowy
- Thelonious Monk – fortepian
- Tommy Potter – kontrabas
- Arthur Taylor – perkusja

Produkcja:
- Bob Weinstock – produkcja muzyczna
- Rudy Van Gelder – inżynieria dźwięku
- Ira Gitler – liner notes